# 日本医療大学
日本医療大学（にほんいりょうだいがく、英語: Japan Healthcare University）は、北海道札幌市豊平区月寒東3条11丁目1-50に本部を置く日本の私立大学。1989年創立、2014年大学設置。大学の略称は日医大（にちいだい）、JHU。

## 概観

### 大学全体
■月寒本キャンパス
つしま医療福祉グループの「日本医療大学病院」「介護保健老人施設日本医療大学病院リハビリ」「看護小規模多機能型居宅介護日本医療大学病院月寒東」を併設
同一敷地内に大学病院と介護老人保健施設を持つ大学は北海道では日本医療大学のみ。
「地域包括ケア」の要と言われている「看護小規模多機能型居宅介護」を併設しているのは日本全国で日本医療大学だけである。ここで、日本最先端の「地域包括ケア」の実習を受けることができる。

### 建学理念、学風および特色
病める人や障がいを持つ人を含む全ての人々が自立し、その尊厳が重んぜられ暮らせる社会の実現を目指している。人は人を愛し、人にふれることによって、自らも成長する医療と福祉の現場から誕生した大学である。
学生が、高度な専門知識と技術の修得にとどまらず、医療・福祉の現場と一体になったキャンパスで、高齢の方や障がいを持った方々と日々ふれあいながら学修することで、人のこころの痛みや思いがわかり自らも成長していく人材を養成していくという基本理念を掲げている。

## 沿革
- 1989年4月：日本福祉学院（厚生省介護福祉士養成施設指定） 開校　　【総合福祉科 開設】
- 1990年4月：専門学校日本福祉学院に名称変更（専修学校認可）
- 1992年4月：専門学校日本福祉学院　【総合ソーシャルワーカー科 開設】
- 1993年4月：学校法人つしま記念学園設立（社会福祉法人札幌栄寿会から分離独立）

　　　　　　　　対馬徳昭（ケアサービス創業者、元日本社会党参議院議員・対馬孝且の子）が、「学校法人つしま記念学園」を設立。
- 1994年4月：専門学校日本福祉学院 社会福祉士通信課程 開設
- 1995年4月：専門学校 日本福祉リハビリテーション学院 開校【理学療法学科，作業療法学科 開設】
- 1996年4月：専門学校日本福祉看護学院 開校　【看護学科 開設】
- 2003年4月：専門学校日本福祉学院 【精神保健福祉士短期通信科，社会福祉士科（夜間） 開設】
- 2004年4月：専門学校日本福祉リハビリテーション学院 【診療放射線学科 開設】
- 2006年4月：専門学校日本福祉リハビリテーション学院　【言語聴覚学科 開設】
- 2009年4月：専門学校日本福祉看護学院看護学科と専門学校日本福祉リハビリテーション学院 診療放射線学科が統合

　　　　　　　　専門学校日本福祉看護・診療放射線学院 開校
　　　　　　　　専門学校日本福祉学院
　　　　　　　　精神保健福祉士一般通信科 開設
　　　　　　　　社会福祉士科（一年・通学） 開設
- 2013年10月：学校法人つしま記念学園から学校法人日本医療大学へ（法人名変更）
- 2014年4月：日本医療大学 開学

　　　　　　　　【保健医療学部 看護学科 設置】
- 2015年4月：日本福祉リハビリテーション学院を改組。

　　　　　　　　日本医療大学 【保健医療学部 リハビリテーション学科 設置】リハビリテーション学科には、理学療法学専攻，作業療法学専攻を擁する。
- 2015年10月：日本医療大学認知症研究所 設置
- 2016年4月：日本福祉看護・診療放射線学院を改組。

　　　　　　　　日本医療大学 【保健医療学部 診療放射線学科 設置】
- 2016年10月：学校法人 日本医療大学 生涯学習センター 設置
- 2017年4月：日本医療大学 キャリア学修支援センター 設置
- 2018年8月：医療法人社団 光進会 札幌月寒病院の経営権取得
- 2018年10月：専門学校日本福祉学院 【日本語学科 開設】
- 2019年12月：医療法人社団 光進会 札幌月寒病院が医療法人社団 日本医療大学 日本医療大学病院に名称変更
- 2020年4月：【留学生別科　設置】
- 2021年4月：札幌市豊平区月寒東に移転

　　　　　　　　日本医療大学 【保健医療学部 臨床検査学科 設置】
- 2021年8月：日本医療大学病院、コミュニティーセンター「リアン」が開設

　　　　　　　　日本医療大学病院には専門外来「もの忘れ外来」を設置。
　・コミュニティーセンター「リアン」→学生の声に応えて生まれた地域活性化にも貢献する施設。【コンビニまいど日医大店、パン工房あさのわ、C.ATM、クリーニングのエンパイアー、Reastrantグリル日医大、日医大書店etc‥】
- 2022年4月：保健医療学部臨床工学科、総合福祉学部介護福祉マネジメント学科、ソーシャルワーク学科の三つの学科を設置。

## 基本データ

### 校章
人を想うハートを芯に置き、そこから伸びる大きな翼で、世界に向けて羽ばたいていく様子を表現している。
用いたのは、伸びやかで優しく柔らかい印象の曲線、幸せや喜びを象徴し知性を感じさせる色。

## 教育及び研究

### 学部
■ 保健医療学部
- 看護学科
- リハビリテーション学科【理学療法学専攻】【作業療法学専攻】
- 診療放射線学科
- 臨床検査学科
- 臨床工学科

■総合福祉学部
- 介護福祉マネジメント学科
- ソーシャルワーク学科

### 研究科
■保健医療学研究科（2024年4月開設予定）
- 保健医療学専攻

## キャンパス

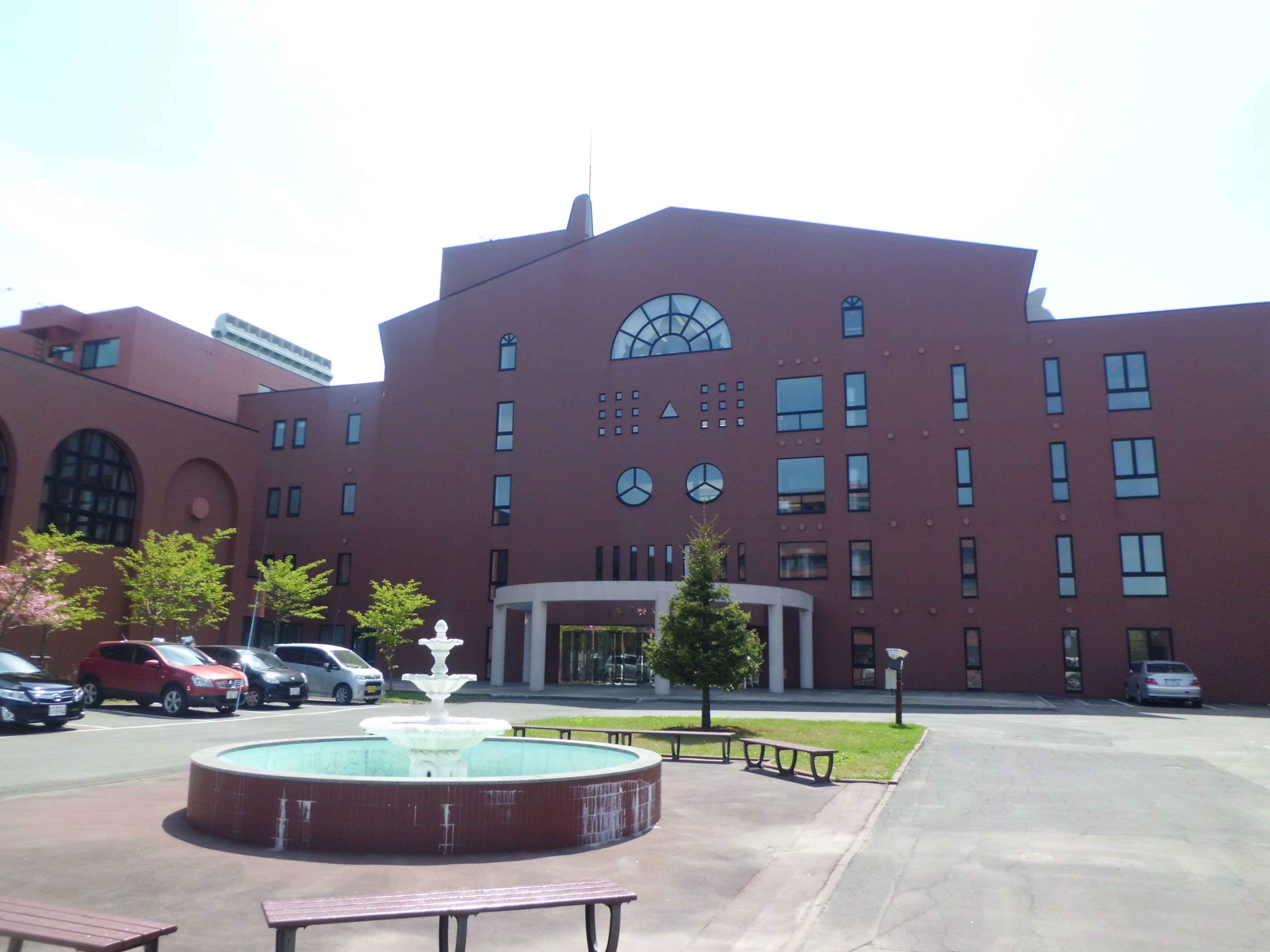
旧・真栄キャンパス

- 月寒本キャンパス（保健医療学部）【北海道札幌市豊平区月寒東3条11丁目1-50】
- 恵み野キャンパス（留学生別科）【北海道恵庭市恵み野西6丁目17-3】
- 真栄キャンパス（総合福祉学部）【北海道札幌市清田区真栄434-1】

## 交通アクセス
■月寒本キャンパス
- 札幌市営地下鉄東西線南郷13丁目駅2番出口から下車、徒歩約10分
- 札幌市営地下鉄東豊線福住駅2番出口から下車、徒歩約13分
- 札幌市営地下鉄東豊線月寒中央駅3番出口から下車、徒歩約15分

■真栄キャンパス
- 札幌市営地下鉄東豊線福住駅

→【路線バス】中央バス有明線　福87「アンデルセン福祉村三丁目」バス停下車すぐ　（乗車約25分）
→【スクールバス】中央バス　「アンデルセン福祉村スクール便」（乗車約20分）

## 大学関係者と出身者
- 島本和明 - 現総長、札幌医科大学名誉教授
- 傳野隆一 - 初代学長、札幌医科大学名誉教授
- 太田誠 - 2代学長

## 系列校
- 日本福祉学院（札幌市豊平区月寒西）